# Kaserne in Września
Die Kaserne in Wreschen (polnisch Września) wurde von 1902 bis 1910 für die preußische Armee erbaut und später vom Polnischen Heer, von der deutschen Wehrmacht und von der Sowjetarmee genutzt. Sie steht an der damaligen Kaiser-Wilhelm-Straße, heute ul. Kosciuszko. Wreschen gehörte in dieser Zeit zur preußischen Provinz Posen.
Die historische Remise auf dem Kasernengelände steht seit 1996 unter Denkmalschutz.

## Geschichte
Der Bau der Kaserne am südöstlichen Ortsrand von Wreschen begann 1902, nachdem es 1901 zu ethnischen Spannungen zwischen der deutschen Verwaltung und der polnischen Bevölkerung gekommen war, dem sogenannten „Wreschener Schulstreik“. Zunächst entstanden die Gebäude an der Kaiser-Wilhelm-Straße, später die rückwärtigen Gebäude. Der Bau dauerte bis 1910. Es wurde eine ungefähr quadratische Fläche von etwa zwölf Hektar bebaut und eingefriedet. Der Zaun besteht aus Metallstaketen zwischen gemauerten Pfeilern. Auch später wurden die Gebäude noch erweitert und neue Wohngebäude für die Offiziere errichtet.
Seit 1903 war in Wreschen das III. Bataillon des (1. Niederschlesischen) Infanterie-Regiments Nr. 46 „Graf Kirchbach“ garnisoniert. Ein Lazarett wurde 1913 unter der Leitung von Stabsarzt Dr. Rau eingerichtet. 1922 wurde die Kaserne vom polnischen 68. Infanterie-Regiment bezogen, das später auch Aufgaben des Grenzschutzes übernahm. Nach der militärischen Niederlage Polens im September 1939 befanden sich in der Kaserne zunächst verschiedene Ersatzbataillone der deutschen Wehrmacht. 1944 etablierte sich in der Kaserne die Kommandantur des Festungsabschnitts 44 im Wehrkreis XXI. Nach der deutschen Niederlage im Zweiten Weltkrieg war bis 1992 die Sowjetarmee (Nordgruppe der Truppen) in der Kaserne stationiert. In dieser Zeit wurden eine Reihe von Um- und Neubauten vorgenommen, die das Gesicht des Ensembles stark veränderten. Der südwestliche Teil mit den Offiziershäusern wurde aus dem Kasernenkomplex ausgegliedert.
Nach 1992 fanden weitere Umbauten statt. Inzwischen befinden sich auf dem Gelände eine Berufsschule, Sportanlagen und ein Schwimmbad.

## Galerie

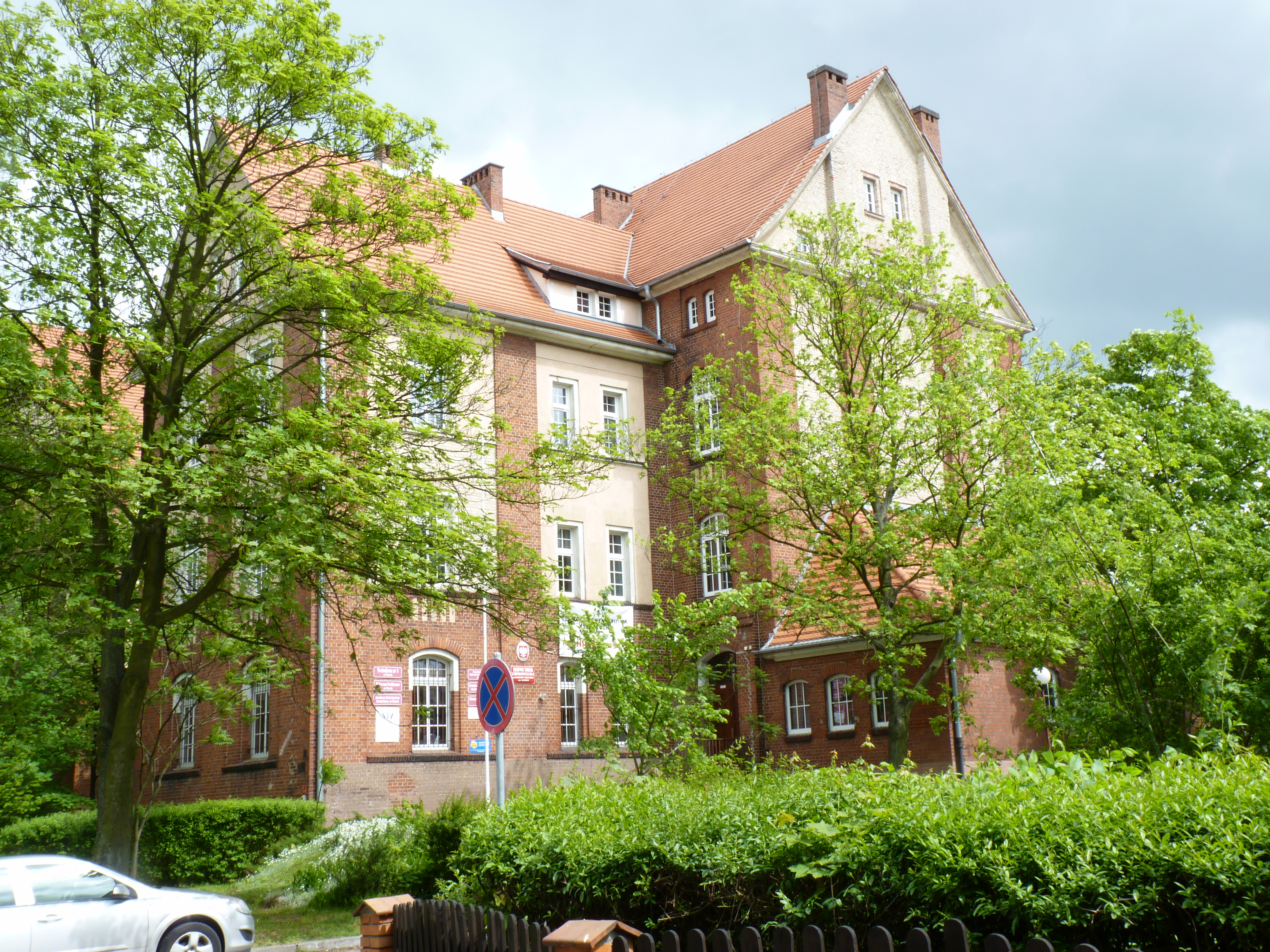
Ehemalige Kaserne
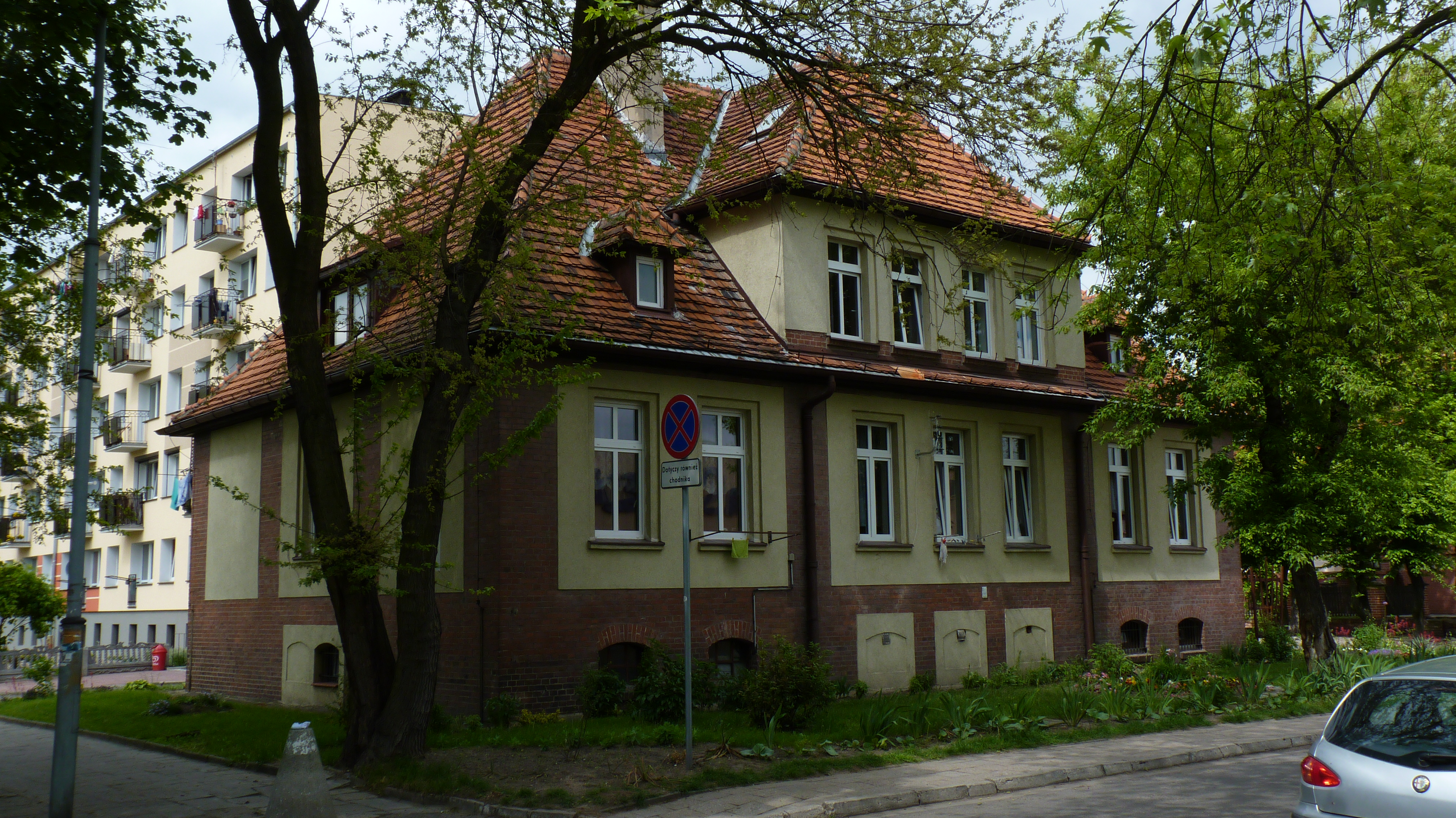
Ehemalige Kaserne
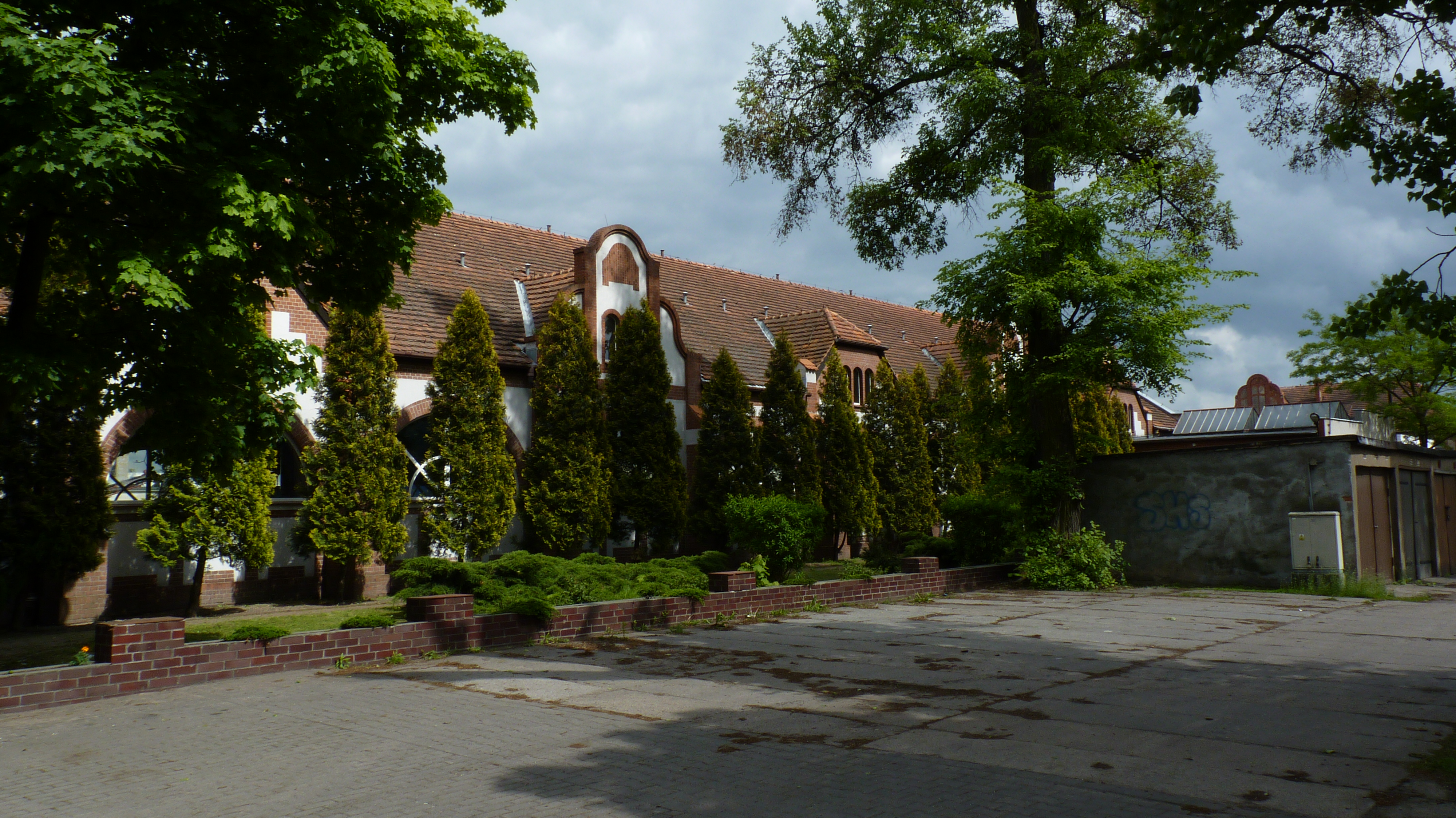
Ehemalige Kaserne
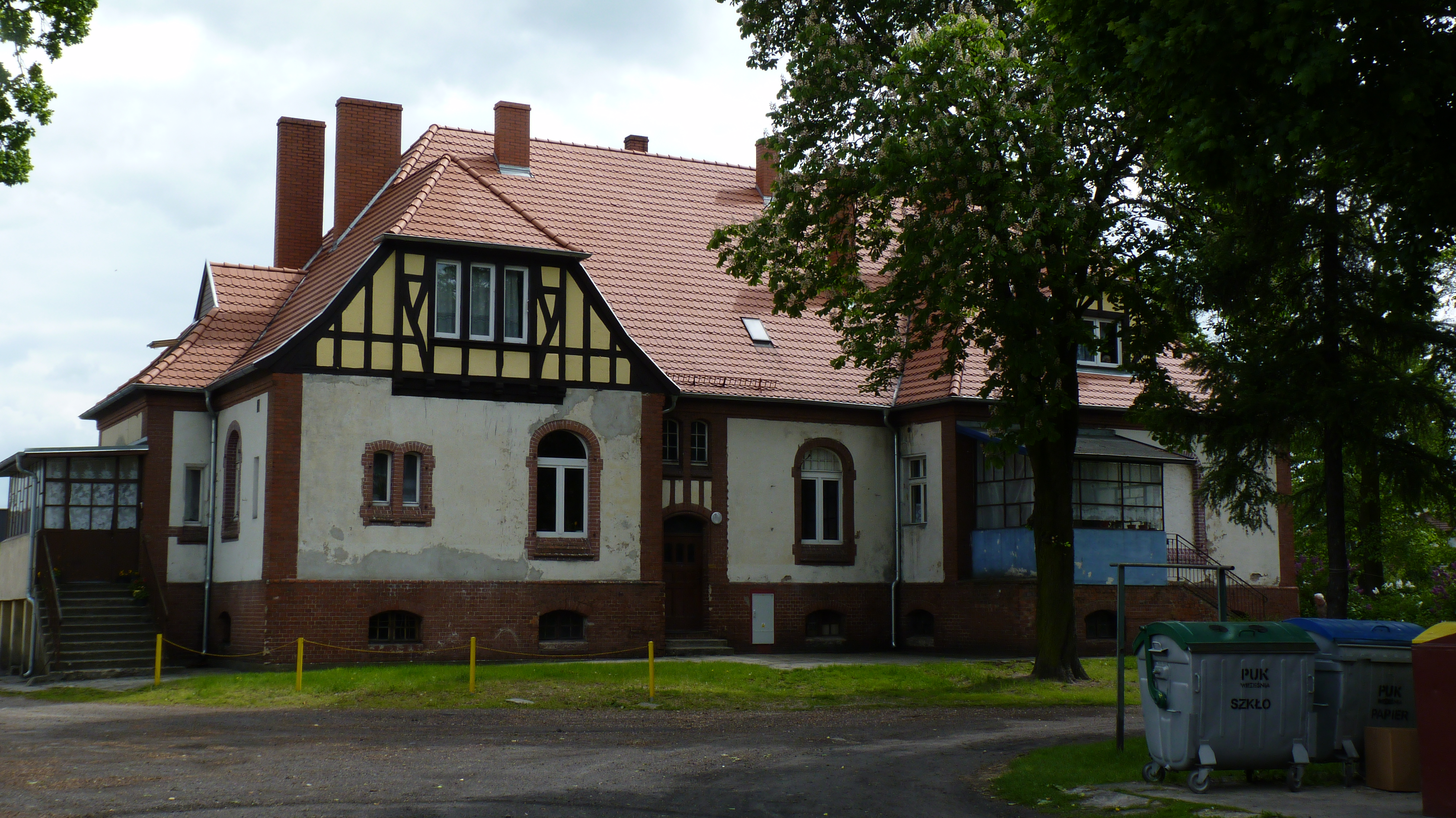
Ehemalige Kaserne
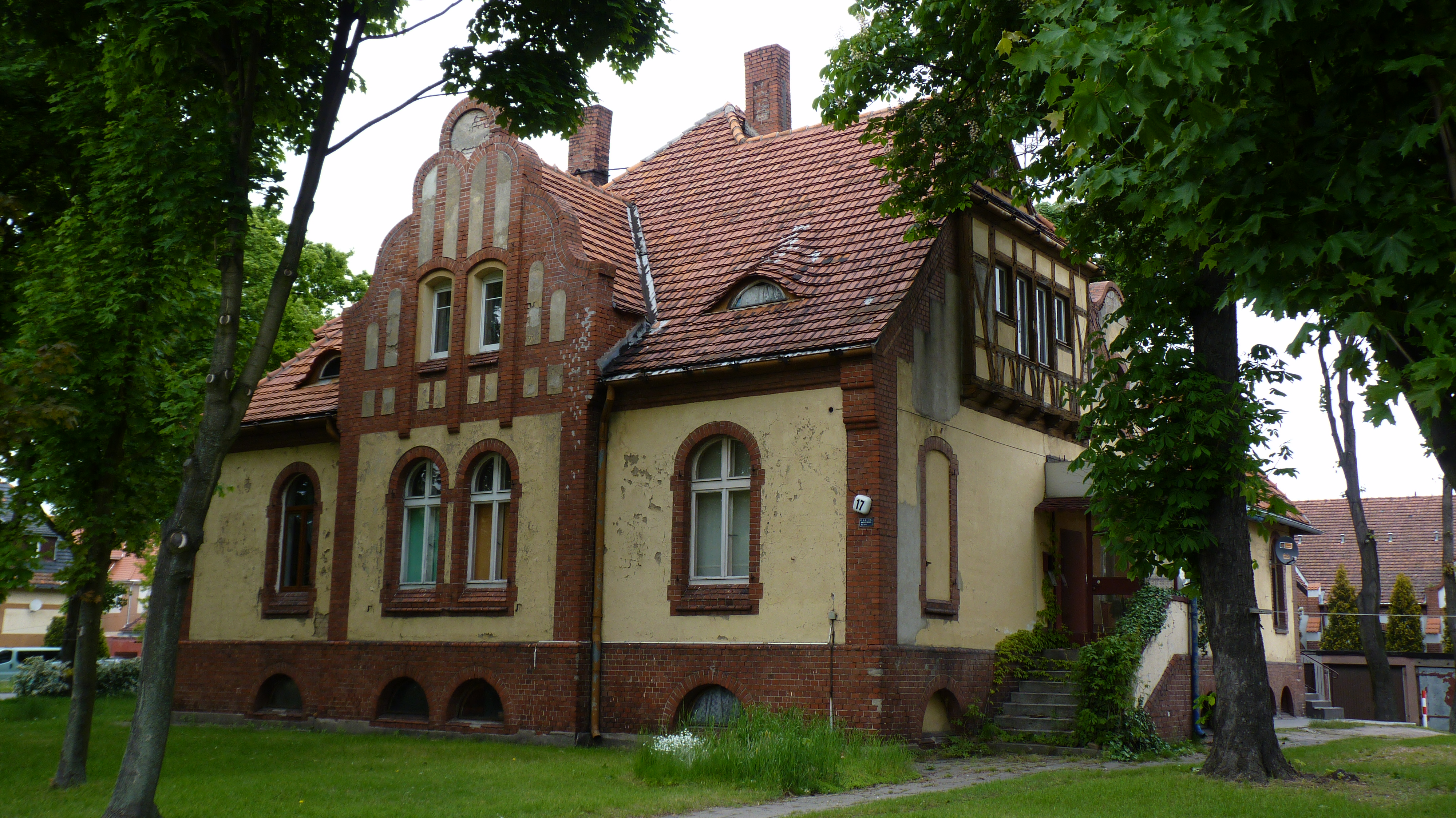
Ehemalige Kaserne
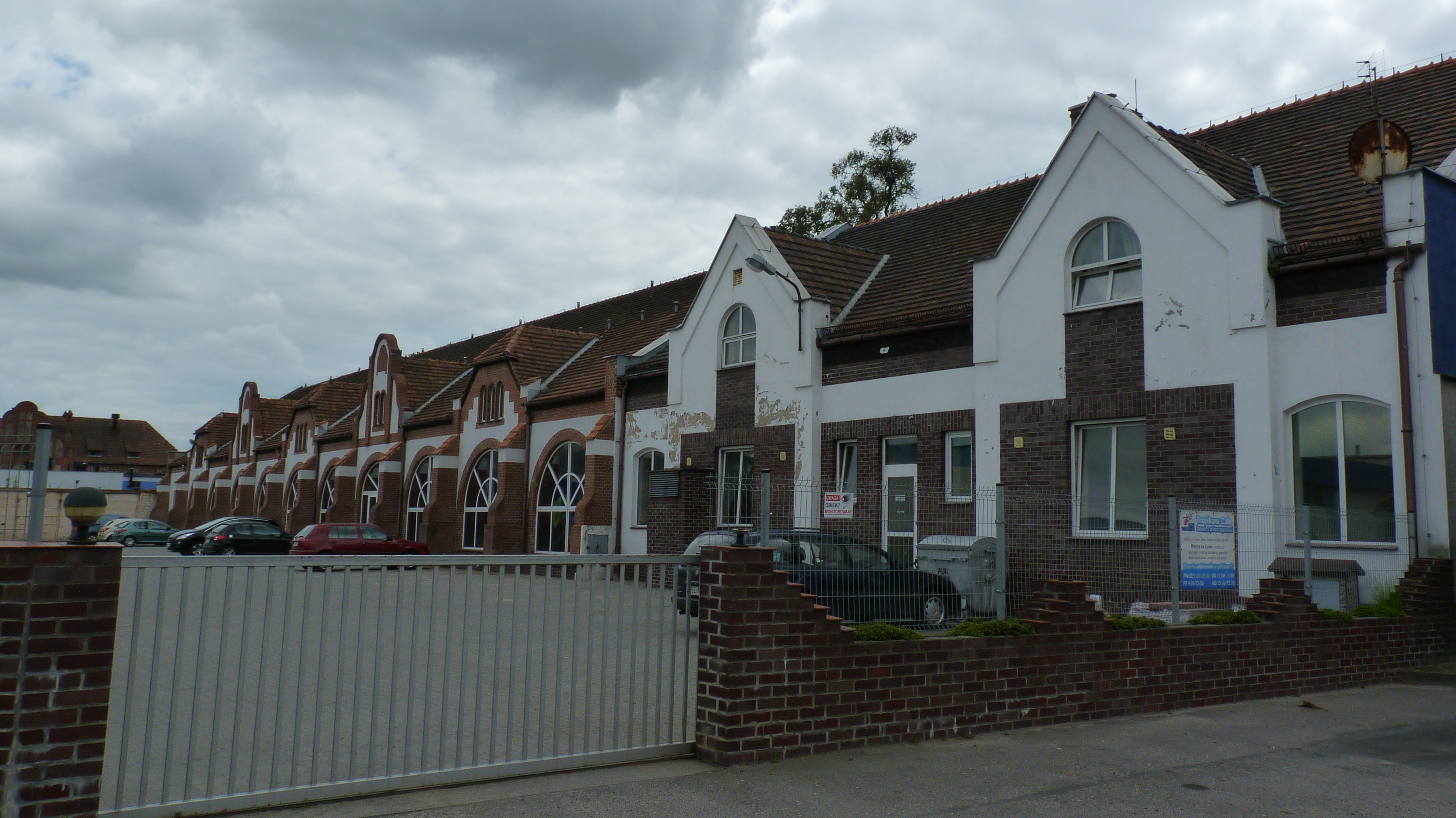
Remisengebäude der Kaserne
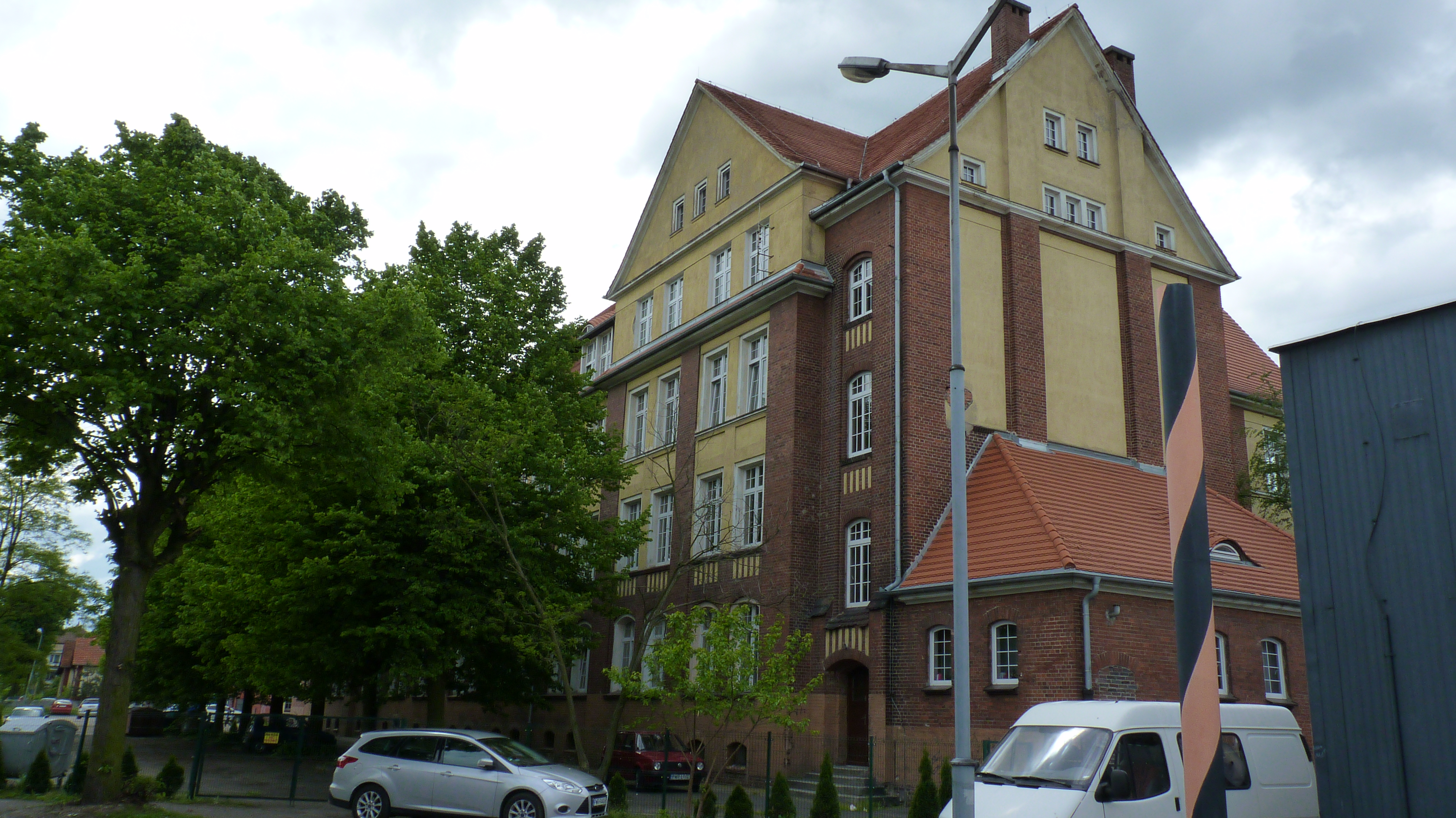
Ehemalige Kaserne
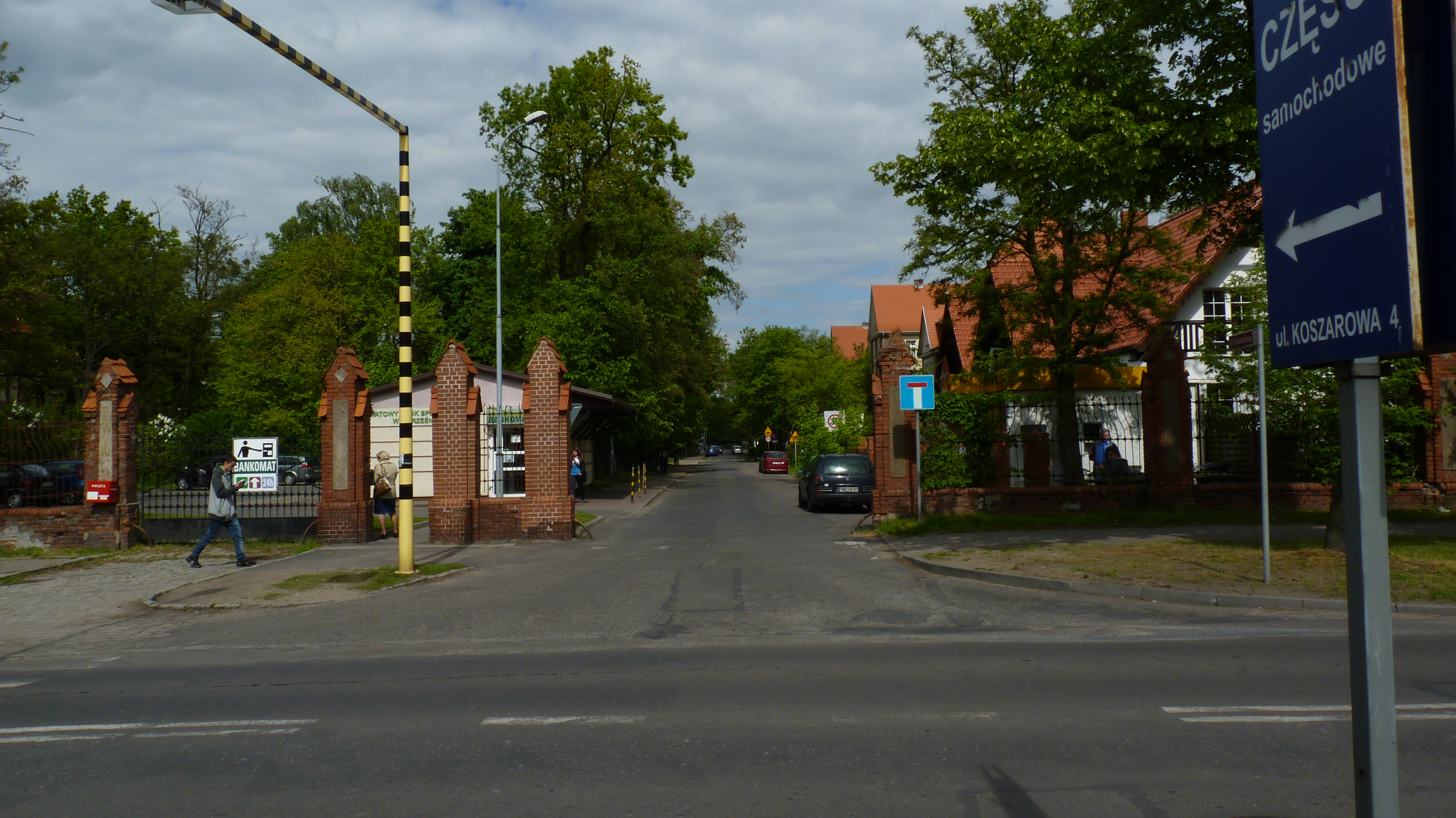
Eingangsbereich